# Jerzy Robert Nowak

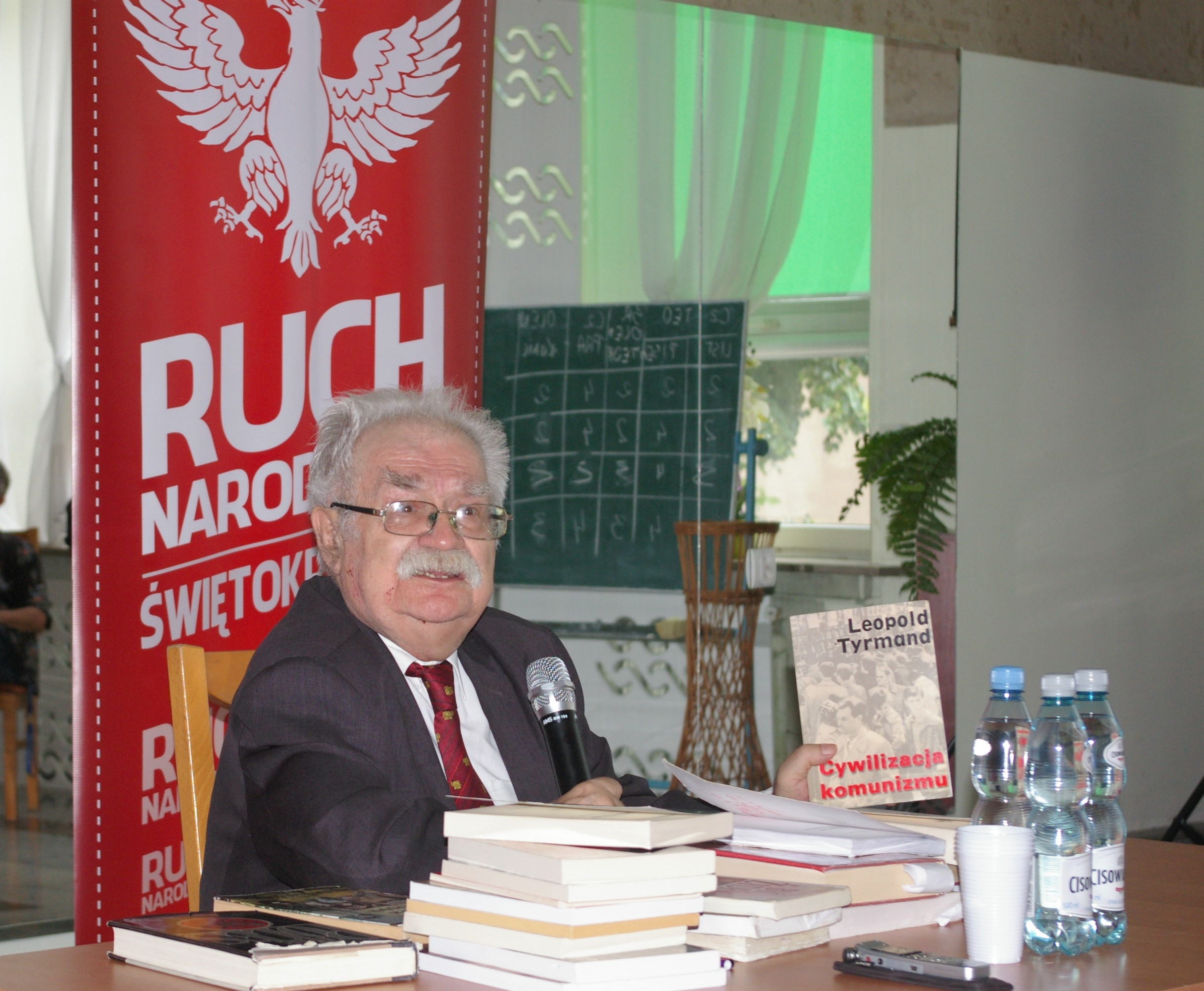
Jerzy Robert Nowak – prelekcja na temat wydarzeń w Kielcach 4 lipca 1946, zwanych Pogromem kieleckim. Kielce, 6 lipca 2019

Jerzy Robert Nowak (wcześniej również Robert Nowak; ur. 8 września 1940 w Terespolu) – polski historyk, publicysta, tłumacz, doktor habilitowany nauk politycznych, specjalizujący się w problematyce węgierskiej.
Profesor nadzwyczajny w Akademii im. Jana Długosza w Częstochowie (1994–2006) oraz w Wyższej Szkole Kultury Społecznej i Medialnej w Toruniu.

## Życiorys
Syn Stefana. Uczęszczał do salezjańskiej szkoły podstawowej z internatem w Rumi. Jako 16-latek wystąpił w październiku 1956 na wiecu w Białej Podlaskiej, domagając się m.in. pełnego wyjaśnienia sprawy zbrodni w Katyniu.
Do Warszawy przyjechał w 1957 ze wsi Łobaczew Mały i rozpoczął studia historyczne na Wydziale Historycznym Uniwersytetu Warszawskiego. Rok wcześniej rozpoczął na własną rękę naukę języka węgierskiego. W październiku 1957 brał wraz ze studentami udział w trzydniowych manifestacjach w obronie zakazanego przez cenzurę czasopisma „Po prostu”.
Począwszy od listopada 1963 zaczął współpracę z czasopismem studentów Akademii Medycznej w Warszawie „Nowy Medyk”, gdzie publikował m.in. pod pseudonimem Jerzy Kicki. W jednym z tekstów w tym piśmie opisał szczegółowo dyskusję, jaką toczyli młodzi opozycjoniści w klubie Ubab. Artykuł ten trafił do Komitetu Wojewódzkiego PZPR. Z pracy został zwolniony redaktor naczelny „Medyka”, a władze uczelni zakazały odtąd drukowania autorów z zewnątrz.
Wiosną 1964 został zatrzymany przez SB na 48 godzin za rozpowszechnianie m.in. razem z Adamem Michnikiem otrzymanego od Słonimskiego Listu 34. 8 maja 1965 Prokuratura Wojewódzka w Warszawie umorzyła postępowanie karne. W tym samym roku ukończył studia historyczne na Uniwersytecie Warszawskim.
Według Cezarego Łazarewicza Nowak od 1965 publikował w „Polityce”, gdzie krytykował m.in. organizację studiów historycznych, postulując zarazem ograniczenie liczby godzin nauczania historii Polski, szczególnie tej sprzed XVIII wieku na rzecz historii ruchu rewolucyjnego. Według Łazarewicza Nowak proponował też, by ukazać „problem oceny roli duchowieństwa katolickiego przyczyniającego się do ugruntowania zacofania społecznego i politycznego”. W czasopiśmie publikował też teksty polityczno-ideowe (np. Od Cheopsa do Planu 6-letniego). Okres swojej pracy w „Polityce” opisał w książce Na przekór skorpionom – wyznania upartego Polaka, gdzie opisuje swój opozycyjny charakter publikacji, twierdząc, że w swoich książkach i publikacjach przemycał informacje faktograficzne, niewygodne dla rzeczników władzy w PRL pod przykrywką w postaci tematyki węgierskiej czy hiszpańskiej. Ostatnie teksty w „Polityce” publikował pod koniec lat 80., stawiając PZPR za wzór Węgierską Socjalistyczną Partię Robotniczą i jej przywódcę Jánosa Kádára, jej reformy gospodarcze oraz węgierski model „socjalizmu z ludzką twarzą”. Pod koniec 1989 przeniósł się do katolickiego czasopisma „Ład”.
W styczniu 1966 rozpoczął pracę w dziale Polskiego Instytutu Spraw Międzynarodowych, gdzie tłumaczył książki z języka węgierskiego, hiszpańskiego i albańskiego.
Według publicysty Marcina Kowalskiego z „Gazety Wyborczej” w jednej ze swoich książek skrytykował prymasa Węgier Józsefa Mindszentyego za antyradziecki nacjonalizm i pochwalił imponujące sukcesy komunistycznych władz węgierskich. W styczniu 1972 obronił w PISM pracę doktorską o Węgrzech (PISM w 1972 uzyskał prawo nadawania stopnia doktora, z którego jako pierwszy skorzystał Jerzy Robert Nowak), a w 1989 pracę habilitacyjną. W PISM pracował do 1992
Od 1 lutego 1972 do 1 lipca 1974 pracował w Ambasadzie PRL w Budapeszcie jako drugi sekretarz. Po konflikcie z ambasadorem Jerzym Zielińskim zakończył pracę w ambasadzie i wrócił do PISM. Jak twierdzi Nowak, jego odejście z węgierskiej placówki miało związek z odmową wstąpienia do PZPR.
W 1978 opublikował wybór myśli Cypriana Kamila Norwida Gorzki to chleb jest polskość i wybór pism gen. Ignacego Prądzyńskiego.
Według dokumentów zarchiwizowanych w IPN (IPN BU 001043/1742) został pozyskany w latach 70. jako kontakt operacyjny o pseudonimie „Tadeusz” i współpracował ze Służbą Bezpieczeństwa PRL-u, informując ją m.in. o sytuacji w Ministerstwie Spraw Zagranicznych. Sam Nowak zaprzecza tym informacjom, wskazując m.in., że w dokumentach nie ma jego podpisu (od kontaktów operacyjnych nie pobierano pisemnych zobowiązań do współpracy, a po werbunku stosowano mniej restrykcyjne procedury niż w przypadku tajnych współpracowników).
W 1980 Telewizja Węgierska poświęciła mu kilkudziesięciominutowy film dokumentalny, w którym przedstawiła jego zasługi dla popularyzacji węgierskiej kultury w Polsce. W 1981 Nowak pisał do „Tygodnika Solidarność” pod pseudonimem „Maron”. Po ogłoszeniu stanu wojennego ponownie publikował w „Polityce”, „Radarze” i „Zdaniu”. Prowadził stałą rubrykę „Pro i Contra” w Tygodniku Demokratycznym.
Na początku lat 80. Nowak założył w PISM koło Stronnictwa Demokratycznego. 20 kwietnia 1989 został wybrany do władz Stronnictwa, a w kilka dni później do jego prezydium (został wiceprzewodniczącym Centralnego Komitetu SD). Był głównym twórcą warszawskiego programu SD, składającego się z 27 punktów. Mówiły one m.in. o realizacji interesów narodowych, trójpodziale władz, uniezależnieniu administracji państwowej oraz zniesieniu cenzury. Domagał się także odpolitycznienia wojska i milicji. Jego apel w tej sprawie miał ukazać się na łamach Kuriera Polskiego, jednak 17 maja 1989 jego tekst został skonfiskowany przez cenzurę. W tym samym roku został kierownikiem Polsko-Węgierskiej Komisji Podręcznikowej oraz członkiem Zespołu Doradców MSZ.

Był prelegentem w Instytucie Podstawowych Problemów Marksizmu i Leninizmu. 

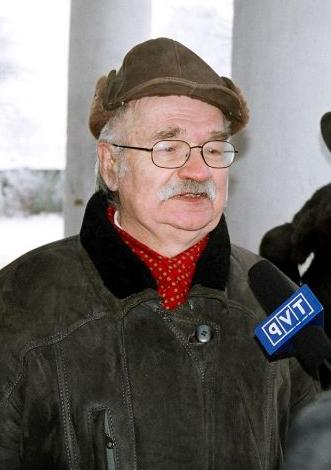
Jerzy Robert Nowak podczas wywiadu dla TVP w dniu otrzymania honorowego obywatelstwa miasta Jedwabne (2006)

W wyborach parlamentarnych w 1989 kandydował do Senatu w województwie warszawskim z ramienia SD pod hasłem Demokracja naszym wzorem, Robert Nowak senatorem. Za rządów Tadeusza Mazowieckiego bezskutecznie starał się o objęcie funkcji ambasadora na Węgrzech. Krytycznie oceniając politykę rządu, domagał się m.in. przyspieszenia zmian politycznych i ustrojowych w Polsce. Popierał koalicję NSZZ „Solidarność”-SD-PSL, niechętnie odnosząc się do pomysłu sojuszu reformatorów z PZPR z częścią „Solidarności”. W 1992 stracił pracę w PISM i rozpoczął wykłady w Wyższej Szkole Pedagogicznej w Częstochowie.
W wyborach parlamentarnych w 1993 bezskutecznie kandydował do Sejmu z ramienia Porozumienia Centrum w Warszawie, uzyskując 244 głosy. W wyborach samorządowych w 2000 w Warszawie kandydował bezskutecznie z listy „Zgody Warszawskiej”. W wyborach w 2001 bez powodzenia ubiegał się o mandat posła z listy Ligi Polskich Rodzin. W 2005 założył partię Dom Ojczysty, z ramienia której w wyborach parlamentarnych w tym samym roku ubiegał się o mandat senatora w okręgu rzeszowskim. W 2006 jego ugrupowanie zostało wykreślone z ewidencji.
Był związany między innymi ze środowiskiem Radia Maryja. Był tam stałym komentatorem wydarzeń politycznych i często zabierał głos na temat antypolonizmu oraz stosunków polsko-żydowskich. Autor artykułów w Encyklopedii „Białych Plam”.
Był stałym współpracownikiem „Naszego Dziennika”, „Naszej Polski” i „Tygodnika Głos”. Publikował swoje artykuły i felietony także w: „Niedziela”, „Słowo-Dziennik Katolicki”, „Ład”, „Wokanda” i „Tygodnik Solidarność”. Wiele periodyków polonijnych związanych z nurtem Radia Maryja w USA, Kanadzie, Ameryce Południowej, Australii oraz Francji przedrukowywało artykuły Nowaka. Związany był też z konserwatywnym radiem polonijnym w Chicago. Zaowocowało to powtarzającymi się co dwa tygodnie występami w programie prowadzonym przez jednego z prezenterów tej stacji, Wojciecha Wierzewskiego. Od 2000 do 2011 przygotowywał stały, cotygodniowy przegląd prasy z kraju i ze świata w tygodniku katolickim „Niedziela”, w latach 2000–2006 noszący nazwę Pro i kontra. Twórca audycji „Minął miesiąc” emitowanej do 28 kwietnia 2013 raz w miesiącu na antenie Radia Maryja i Telewizji Trwam.
Był także komentatorem wydarzeń politycznych na antenie Telewizji Republika, głównie w programie „Polityczna kawa” Tomasza Sakiewicza. Ze stacją rozstał się w 2014, gdy kierowanie nią przejął Tomasz Terlikowski, którego często krytykował za podejście do sprawy lustracji duchownych, czy ocenę Radia Maryja. Podobnie w negatywnym tonie wypowiadał się wielokrotnie o późniejszej redaktor naczelnej telewizji Dorocie Kani, która opisała jego rzekomą współpracę ze Służbą Bezpieczeństwa w latach 70.
Na przełomie sierpnia i września 2007 w „Naszym Dzienniku” ukazał się trzyczęściowy dodatek pt. „Ukryte oblicze mediów”, w którym Nowak dowodził, że większość mediów wykorzystywanych jest do walki z Kościołem katolickim. Pierwszą część dodatku współtworzył wraz z biskupem Adamem Lepą i dziekanem WSKSiM w Toruniu Pawłem Pasionkiem. Pozostałe części pisał już samodzielnie. Na podstawie tych publikacji w październiku 2007 ukazała się książka autorstwa Jerzego Roberta Nowaka Walka z Kościołem w mediach. Biała księga, w której poruszył temat ogromnej, według niego, agresji ateistycznej ostatnich lat w Polsce.
W 2007 wyrokiem Sądu Rejonowego Warszawa-Mokotów został skazany na grzywnę 400 zł za przeprowadzenie publicznej zbiórki pieniędzy bez wymaganego zezwolenia.
Od lutego do czerwca 2008 jeździł po Polsce z wykładami, na których ostro krytykował książkę Strach Jana Tomasza Grossa i mocno polemizował z treściami w niej zawartymi. Jest twórcą serii artykułów domniemujących agenturalną przeszłość Lecha Wałęsy. Oskarżył także Stefana Niesiołowskiego o donoszenie na kolegów z konspiracyjnej organizacji „Ruch”. W 2008 założył także stowarzyszenie Ruch Przełomu Narodowego.
Pod koniec listopada 2008, gdy Jan Kobylański wytoczył proces o zniesławienie dziewiętnastu politykom i dziennikarzom, Nowak rozpoczął wielką akcję popierającą Kobylańskiego. W jednym z wydań „Naszego Dziennika” ukazał się jego artykuł pt. 40 oszczerstw przeciwko Janowi Kobylańskiemu. Na antenie Radia Maryja obszernie relacjonował rozprawy sądowe „ws. Kobylańskiego”. Sprawa ostatecznie została umorzona.
Kierowane przez niego stowarzyszenie Ruch Przełomu Narodowego przekształciło się jesienią 2010 w partię polityczną, która została zarejestrowana 17 listopada tego samego roku. 11 lipca 2011 jej działacze poinformowali o przystąpieniu do Prawicy Rzeczypospolitej, jednak Nowak nie przystąpił do tego ugrupowania. Kilka dni później RPN został wykreślony z ewidencji partii politycznych.
W latach 1994–2006 był profesorem nadzwyczajnym w Akademii im. Jana Długosza w Częstochowie i od 2004 jest profesorem w WSKSiM w Toruniu, gdzie w okresie od 2011 do 2013 wchodził w skład rady naukowej uczelni.
W ostatnich latach swojej publicznej działalności współpracował ze środowiskami narodowymi, szczególnie z Ruchem Narodowym, a także Kongresem Nowej Prawicy, internetową Telewizją Narodową, Klubami Gazety Polskiej, „Frondą” oraz partią Solidarna Polska, które patronowały jego wykładom i prelekcjom organizowanym na terenie całej Polski. Był publicystą „Warszawskiej Gazety”, miesięcznika „Moja Rodzina”, kwartalnika ONR „Magna Polonia”. Od 1 lipca 2017 do końca 2020 komentował wydarzenia polityczne w cotygodniowym programie „Minął tydzień” na kanale Polskie sprawy w serwisie YouTube, gdzie wcześniej prowadził audycję „Alfabet Jerzego Roberta Nowaka”, w której omawiał wybrane życiorysy ludzi ze świata polityki, kultury i mediów. Był też częstym gościem stacji telewizyjnej wPolsce.pl i Radia Wnet.
15 marca 2017 poinformował na swoim blogu o powstaniu organizacji Forum Myśli Polskiej, której został przewodniczącym. W skład komitetu założycielskiego weszli też: Tadeusz Marczak, Józef Osada, Stanisław Srokowski i Stanisław Żytecki. Stowarzyszenie zostało rozwiązane w roku 2020.
W latach 2018–2020 miał swój stały program w telewizji internetowej wRealu24. W 2018 zaangażował się też w kampanię Ruchu Narodowego przed wyborami samorządowymi, m.in. uczestnicząc w spotkaniach wyborczych, czy w nagranym spocie, który promował ugrupowanie. Wystartował z jego listy do sejmiku województwa mazowieckiego w okręgu nr 4 z pozycji 1, jednak RN nie zdobył mandatów.
We wrześniu 2021 ukazała się o nim publikacja książkowa pt. O Jerzym Robercie Nowaku. Świadectwa, która została wydana przez wydawnictwo Wektory. Jest to księga pamiątkowa stworzona z racji 80. urodzin Nowaka. Dzieło zawiera pozytywne świadectwa różnych osób, które doceniają jego pracę historyczno-publicystyczną. Redakcją naukową tytułu zajęli się: Jadwiga Wronicz, Jan Wawrzyńczyk oraz Anna Tyrpa.
W latach 2021–2023 Jerzy Robert Nowak nie występował publicznie. Dopiero pod koniec 2023 zaczął sporadycznie pojawiać się na antenie stacji telewizyjnej TV Media Narodowe (TVMN) oraz na kanale portalu internetowego Prawy.pl w roli komentatora wydarzeń społeczno-politycznych.
Wszedł w skład komitetu wspierającego kandydaturę Karola Nawrockiego na prezydenta RP w wyborach w 2025.
Od 2005 Honorowy obywatel miasta Jedwabne.

### Niektóre publikacje i sprawa Jedwabnego
Autor około 90 książek i niespełna 1900 publikacji prasowych (w tym około 1200 artykułów).
Po 1989 książki Jerzego Roberta Nowaka wydawane są głównie przez wydawnictwo Maron, które założyła jego żona Maria. W 2015 wydawnictwo weszło w skład Polskiej Księgarni Narodowej. W 1994 ukazała się publikacja pt. Myśli o Polsce i Polakach, dotycząca obrazu Polski i Polaków w świecie. W 1998 wydał dwutomową książkę Zagrożenia dla Polski i polskości. W tym samym roku ukazał się pierwszy tom dwutomowej publikacji Czarny leksykon.
W 1999 ukazała się książka Przemilczane zbrodnie, opisująca mordy popełnione przez zbolszewizowanych Żydów na ich polskich sąsiadach. W 2001 wydano 100 kłamstw J.T. Grossa o żydowskich sąsiadach i Jedwabnem, będącą polemiką z publikacją Jana Tomasza Grossa Sąsiedzi, opisującą zbrodnię w Jedwabnem. 15 stycznia 2006 podczas sesji Rady Miejskiej w Jedwabnem nadano Jerzemu Robertowi Nowakowi honorowe obywatelstwo miasta Jedwabne za „wkład w demaskowaniu kłamstw na temat zbrodni na Żydach w Jedwabnem”. 
W 2009 wydał I część Żeby Polska…, t. I – książki ukazującej najważniejsze postaci z historii Polski w latach 1733–1860. Rok później wydany został II tom publikacji, który obejmuje lata 1861–1905. W listopadzie 2016 ukazał się pierwszy tom wspomnień Jerzego Roberta Nowaka pt. Wichry życia. W listopadzie 2018 wydana została jego książka pt. Andrzej Duda – biografia prawdziwa, która podsumowuje życie i działalność polityczną prezydenta. W biografii nie brak wielu krytycznych uwag pod adresem Andrzeja Dudy i jego decyzji politycznych.

### Sprawa twórczości Györgya Spiró
W 1986 zablokował wydanie w Polsce książki Iksowie Györgya Spiró o Wojciechu Bogusławskim w czasach po utracie niepodległości przez Polskę (postać aktora była pretekstem do przedstawienia beznadziejnych zmagań artystów walczących z cenzurą i represjami podobnie, jak walczyli pisarze w czasach „dyktatury proletariatu”). Nowak oskarżył węgierskiego pisarza o antypolonizm. W Polsce pisarz został oskarżony o szarganie narodowych świętości. Według tłumacza Spiró Mieczysława Dobrowolnego w wyniku skarg Nowaka w wydziale kultury KC PZPR zablokowano wydanie powieści Spiró i jego późniejszy przyjazd do Polski na prapremierę dramatu Szalbierz, wystawianego w warszawskim teatrze Ateneum. Według Cezarego Łazarewicza na Spiró nałożono zakaz wstępu do polskich bibliotek naukowych, nie mógł też przyjeżdżać do Polski w celu prowadzenia dalszych badań literackich.
Według Nowaka za pomocą recenzji chciał on zwrócić uwagę m.in. polskiego MSZ na silnie antypolską wymowę dzieła Spiró, która miała godzić w dobre imię narodu polskiego, a także mogła wpływać na postrzeganie Polaków na Węgrzech i stosunki obu tych krajów. Według Nowaka publikacja Spiró była pisana na zamówienie komunistycznych władz Węgier i miała na celu zohydzenie Polaków, by zniechęcić Węgrów do podążania drogą przemian społecznych, które były inicjowane przez polską „Solidarność”. Według Nowaka jego recenzja Iksów Spiró, blokowana, a ukazała się w czasopiśmie „Zdanie” dopiero po interwencji w Ministerstwie Kultury. Spotkała się ona z pozytywnym odbiorem części polskich profesorów, m.in. Aleksandra Gieysztora. Negatywne komentarze na temat krytycznej recenzji Nowaka opublikował dziennikarz Piotr Gadzinowski w „itd”, a sam Nowak wskazuje, że Spiró miał poparcie m.in. Jerzego Urbana, który w imię stosunków pomiędzy Polską a Węgrami przeciwstawił się „atakom” Nowaka na pisarza.

## Poglądy

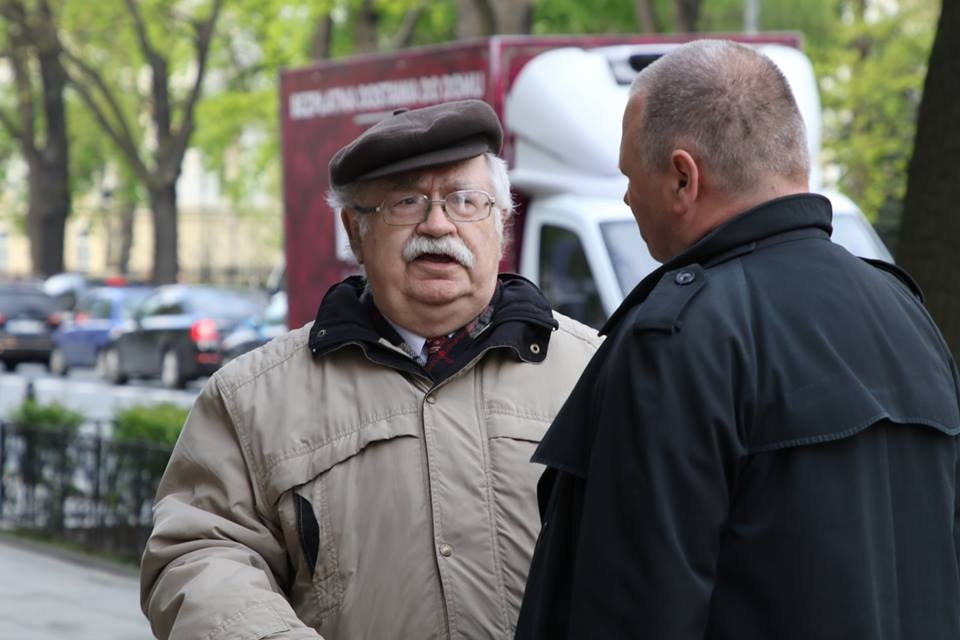
Jerzy Robert Nowak podczas manifestacji poparcia reform węgierskiego rządu i premiera Viktora Orbàna, Warszawa 2017

W 1978 chwalił węgierską politykę kulturalną po 1956: „Węgierskie publikacje na temat kultury i polityki kulturalnej należały do najbardziej efektywnych przykładów ofensywnego działania ideowego krajów socjalistycznych (…) Dynamiczny i wielostronny rozwój życia kulturalnego WRL (Węgierskiej Republiki Ludowej) w ostatnich dwóch dziesięcioleciach w poważnej mierze ułatwił wytrącenie propagandowego oręża tym działaczom i propagandystom zachodnim, którzy do końca usiłowali szermować argumentem „sprawy węgierskiej” na forum międzynarodowym, eksponować węgierskich opozycyjnych pisarzy itp.”.
W 1983 nazwał antykomunistyczne postawy Węgrów „antyradzieckim nacjonalizmem”: „Węgrzy nie zdołali rozwiązać swych problemów własnymi siłami, co bardzo mocno rzutowało początkowo na nastroje społeczeństwa, powodując zwłaszcza przypływ antyradzieckiego nacjonalizmu”.
W 1988 pisząc, o węgierskim powstaniu z 1956, ostro krytykował prymasa Węgier  Józsefa Mindszentego. Powodem był nieprzejednany antykomunizm duchownego: „Szczególnie jaskrawym przejawem braku rozsądku politycznego i nieprzejednania Mindszentyego było przemówienie wygłoszone przez niego w radiu 3 listopada 1956 r. Przemówienie cechowała arogancja i zadufanie. Mindszenty wyraźnie dystansował się od legalnego rządu Nagya, jako „spadkobierców obalonego reżimu”, równocześnie podkreślając, iż on sam „nie musi zerwać z przeszłością, bo dzięki łasce Boga pozostał taki sam jak przed uwięzieniem”.
Jest krytykiem porozumienia Okrągłego Stołu. Opowiada się za pełnym otwarciem akt IPN i całkowitą dekomunizacją.
Jest eurosceptykiem o poglądach konserwatywno-chrześcijańskich. Nie jest przeciwnikiem Unii Europejskiej; twierdzi, że nie ma alternatywy dla tej organizacji. Był przeciwnikiem wejścia w życie traktatu lizbońskiego. Sprzeciwia się przyjęciu waluty euro przez Polskę.
Uważa katastrofę samolotu Tu-154 w Smoleńsku za zamach.
Jest zwolennikiem ordynacji mieszanej w wyborach do Sejmu RP na wzór m.in. Węgier czy Niemiec, gdzie w okręgu wyborczym głosuje się na jednego kandydata z krajowej listy partyjnej i na jedną osobę z danego okręgu jednomandatowego. Do sejmu wchodzi wtedy określona liczba osób z jednej ogólnokrajowej listy partyjnej i jednomandatowej z każdego okręgu. W warunkach węgierskich w parlamencie na 199 posłów, 106 (53%) to posłowie wybrani w głosowaniu w okręgach jednomandatowych (w tym również osoby bezpartyjne), a 93 to posłowie z listy ogólnej.
Jako historyk, docenia wśród władców Polski m.in.: Bolesława Chrobrego, Bolesława Krzywoustego, Władysława Łokietka i Kazimierza Jagiellończyka, negatywną opinię ma o Władysławie Hermanie, Michale Korybucie Wiśniowieckim i Auguście II Sasie, uznając ich za niedołęgów i szkodników z historii Polski.

## Krytyka
Publicyści związani z tygodnikami „Wprost”, „Przekrój”, „Polityka”, „Tygodnikiem Powszechnym” i „Więzią” (Krzysztof Burnetko i Aleksander Hall) określali publikacje Jerzego Roberta Nowaka jako skrajne i antysemickie. Podobny pogląd zaprezentował historyk Jerzy Tomaszewski, arcybiskup Józef Życiński, a także zarząd warszawskiego Klubu Inteligencji Katolickiej. Zarzut ksenofobicznego charakteru wykładów Jerzego Roberta Nowaka postawiła także Polska Rada Chrześcijan i Żydów.

## Publikacje
- Nowe tendencje w literaturze węgierskiej 1957–1966, Uniwersytet Warszawski, Warszawa 1967, s. 110.
- Siły opozycyjne w Hiszpanii w latach 1962–1968, Państwowy Instytut Spraw Międzynarodowych, Warszawa 1969, s. 113.
- Polityka WSPR, a sytuacja wewnętrzna na Węgrzech w 1968 r., Państwowy Instytut Spraw Międzynarodowych, Warszawa 1969, s. 130.
- Geneza ustroju demokracji ludowej w Albanii, Instytut Krajów Socjalistycznych Polskiej Akademii Nauk, Warszawa 1970.
- Węgry 1939–1969, Wiedza Powszechna, Warszawa 1971, s. 203.
- Hiszpania po wojnie domowej (1939–1971), Wiedza Powszechna, Warszawa 1972, s. 340.
- Węgry 1939–1974, Wiedza Powszechna, Warszawa 1975, s. 269.
- Rakoczy: życie i działalność, Towarzystwo Wiedzy Powszechnej, Warszawa 1976, s. 61.
- Złoto i krew, Wydawnictwo Literackie, Kraków 1977, s. 217.
- Polityka kulturalna WSPR w latach 1968–1977, Państwowy Instytut Spraw Międzynarodowych, Warszawa 1978, s. 219.
- Węgierskie wyznania: eseje i rozważania o kulturze, Państwowy Instytut Wydawniczy, Warszawa 1979, s. 396.
- Węgry bliskie i nieznane, Iskry, Warszawa 1980, s. 363. ISBN 83-207-0134-1.
- Trudne lata: Węgry 1949–1956, Sigma, Warszawa 1981, s. 92.
- Endre Ady: Poezje, Wydawnictwo Literackie, Kraków 1981, s. 209.
- Powstanie Ludowej Republiki Albanii 1944–1949, Instytut Krajów Socjalistycznych Polskiej Akademii Nauk, Warszawa 1983, s. 122.
- Stanowisko Węgierskiej Socjalistycznej Partii Robotniczej w kwestii porozumienia narodowego (doświadczenia i perspektywy), CINTE OIC, Warszawa 1983.
- Węgry: Wychodzenie z kryzysu 1956, Książka i Wiedza, Warszawa 1984, s. 264. ISBN 83-05-11277-2.
- Cyprian Kamil Norwid: Gorzki to chleb jest polskość, Wydawnictwo Literackie, Kraków 1984, s. 199. ISBN 83-08-01053-9.
- Ignacy Prądzyński: Zaprzepaszczone szanse, Wydawnictwo Literackie, Kraków 1985, s. 157. ISBN 83-08-01054-7.
- Odkrywanie Węgier, Wydawnictwo Literackie, Kraków 1987, s. 587.
- Geneza i pierwsze lata demokracji ludowej na Węgrzech 1944–1948, Instytut Krajów Socjalistycznych Polskiej Akademii Nauk, Warszawa 1987, s. 244.
- Stan i perspektywy rozwoju węgierskiej reformy gospodarczej, CINTE OIC, Warszawa 1987.
- Franciszek II Rakoczy: Pamiętniki. Wyznania, Państwowy Instytut Wydawniczy, Warszawa 1988, s. 445.
- Węgry: Burzliwe lata 1953–1956, Alma-Press, Warszawa 1988, s. 267. ISBN 83-7020-020-6.
- Buntownicy i asekuranci: Białe plamy z historii SD 1938–1989, Stronnictwo Demokratyczne, Warszawa 1991, s. 204.
- Dzieje literatur europejskich. Literatura węgierska. Wiek XX, Warszawa 1991, s. 130.
- Myśli o Polsce i Polakach, Unia, Warszawa 1993, s. 382. (Wydanie II przejrzane i uzupełnione, Unia, Katowice 1994, s. 342 ISBN 83-900057-9-4).
- Zagrożenia dla Polski i polskości, tom I, Ad Astra, Warszawa 1998, s. 474. ISBN 83-87538-87-6.
- Zagrożenia dla Polski i polskości, tom II, Ad Astra, Warszawa 1998, s. 456. ISBN 83-87538-87-6.
- Czarny leksykon, Von Borowiecky, Warszawa 1998, s. 252. ISBN 83-87689-05-X.
- Przemilczane zbrodnie: O zbrodniach popełnionych na Polakach przez żydowskich komunistów na Kresach w latach 1939–1941, Von Borowiecky, Warszawa 1999, s. 251.
- Walka z Kościołem wczoraj i dziś, Fundacja Nasza Przyszłość, Szczecinek 1999, s. 361. ISBN 83-910221-6-1.
- Kościół, a Rewolucja Francuska, Fundacja Nasza Przyszłość, Szczecinek 1999, s. 120. ISBN 83-910221-5-3.
- Czarna legenda dziejów Polski, Von Borowiecky, Warszawa 2000, s. 212. ISBN 83-87689-31-9.
- Spory o historię i współczesność, Von Borowiecky, Warszawa 2000, s. 659. ISBN 83-87689-29-7.
- Spór o kolaboranta Brzechwę, MaRoN, Warszawa 2001, s. 64. ISBN 83-91-59-18-4-0.
- Stefan kardynał Wyszyński: Aby Polska Polską była (Wybór myśli o narodzie), MaRoN, Warszawa 2001, s. 76 ISBN 83-915918-7-5 (Wydanie II MaRoN, Warszawa 2013, s. 76).
- Zbrodnie UB, MaRoN, Warszawa 2001, s. 64 ISBN 83-915918-1-6 (Wydanie II MaRoN, Warszawa 2012, s. 71).
- 100 kłamstw Grossa o żydowskich sąsiadach i Jedwabnem, Von Borowiecky, Warszawa 2001, s. 304. ISBN 83-87689-35-1.
- Jak minął miesiąc?, MaRoN, Warszawa 2001, s. 68. ISBN 83-89033-00-3.
- Norwid nasz współczesny, MaRoN, Warszawa 2001, s. 63. ISBN 83-915918-4-0.
- W obronie polskich interesów, MaRoN, Warszawa 2001, s. 67. ISBN 83-915918-3-2.
- Tyska prowokacja przeciw wolności słowa, MaRoN, Warszawa 2001, s. 71. ISBN 83-89033-10-0.
- Kogo muszą przeprosić Żydzi, MaRoN, Warszawa 2001, s. 58. ISBN 83-915918-0-8.
- Słowa barwne i skrzydlate, MaRoN, Warszawa 2001, s. 71. ISBN 83-915918-4-0.
- Jak oszukano naród, MaRoN, Warszawa 2002, s. 68. ISBN 83-915918-2-4.
- Ksiądz Jankowski: Na przekór kłamstwom, tom 1, Bernardinum, Pelplin 2002, s. 280 ISBN 83-88935-85-2 (Wydanie II Bernardinum, Pelpin 2009, s. 298 ISBN 978-83-60508-20-6).
- Ksiądz Jankowski: Na przekór kłamstwom, tom 2, Bernardinum, Pelplin 2002, s. 557. ISBN 83-88935-90-9.
- Obłudnik Powszechny, MaRoN, Warszawa 2003, s. 71. ISBN 83-89033-20-8.
- Polska, a Unia Europejska. 44 pytania, MaRoN, Warszawa 2003, s. 71. ISBN 83-89033-00-3.
- Przemilczani obrońcy Polski, Maron, Warszawa 2003, s. 71. ISBN 83-89033-05-4.
- Cirkev a Velka francouzska revoluce, Olomouc 2003.
- Alleluja i do przodu!, MaRoN, Warszawa 2003, s. 68. ISBN 83-89033-35-6.
- Życiorysy bez retuszu, MaRoN, Warszawa 2003, s. 72. ISBN 83-89033-25-9.
- To whom should the Jews apologize, Panorama, Chicago 2003.
- Żydzi w historii świata, MaRoN, Warszawa 2003, s. 71. ISBN 83-89033-30-5.
- Na przekór skorpionom, MaRoN, Warszawa 2005, s. 71. ISBN 83-89033-75-5.
- Co Polska dała światu, tom 1 i 2, MaRoN, Warszawa, 2005, s. 168 (Wydanie II 2006, Wydanie III poprawione 2007 ISBN 978-83-89033-95-6).
- Nowe kłamstwa Grossa, MaRoN, Warszawa 2006, s. 302. ISBN 978-83-89033-01-7.
- Antypolonizm: zdzieranie masek, tom 1 i 2, Warszawa 2006, s. 132. ISBN 83-89033-85-2.
- Nowa cenzura, MaRoN, Warszawa 2007, s. 68. ISBN 83-89033-45-3.
- O W. Bartoszewskim bez mitów, MaRoN, Warszawa 2007, s. 124. ISBN 83-89033-26-7.
- Czerwone dynastie, tom 1, MaRoN, Warszawa 2007, s. 64 ISBN 83-89033-60-7 (Wydanie II MaRoN, Warszawa 2009, s. 64).
- Czerwone dynastie, tom 2, MaRoN, Warszawa 2007, s. 223 ISBN 978-83-89033-06-2 (Wydanie II MaRoN, Warszawa 2009, s. 224).
- Walka z Kościołem w mediach. Biała księga, MaRoN, Warszawa 2007, s. 250. ISBN 978-83-89033-21-5.
- Żydzi a Polacy. Wokół sporów i kontrowersji, MaRoN, Warszawa 2008, s. 383. ISBN 83-89033-31-3.
- W obronie wiary, MaRoN, Warszawa 2008, s. 374. ISBN 83-89033-36-4.
- Platforma obłudników, MaRoN, Warszawa 2009, s. 189. ISBN 83-89033-46-1.
- Potępiany za patriotyzm (sylwetka Jana Kobylańskiego), wydanie edytorskie, Warszawa 2009, s. 479.
- Alleluja i pod prąd (Świadectwa o Radiu Maryja), MaRoN, Warszawa 2009, s. 166. ISBN 83-89033-51-8.
- Alarm dla Polski, MaRoN, Warszawa 2009, s. 164. ISBN 83-89033-56-9.
- Żeby Polska…, tom I 1733–1860, MaRoN, Warszawa 2009, s. 438. ISBN 83-89033-61-5.
- Żeby Polska…, tom II 1861–1905, MaRoN, Warszawa 2010, s. 502. ISBN 978-83-89033-66-6.
- Pełzająca germanizacja Wrocławia, MaRoN, Warszawa 2010, s. 335. ISBN 83-89033-71-2.
- Fałsze i przemilczenia Grossa, MaRoN, Warszawa 2011, s. 194. ISBN 83-89033-76-3.
- Żydzi przeciw Żydom (zbrodnie żydowskiej policji, Judenratów i żydowskich kapo), tom 1, MaRoN, Warszawa 2012, s. 122. ISBN 83-89033-86-0.
- Żydzi przeciw Żydom (zbrodnie żydowskiej policji, Judenratów i żydowskich kapo), tom 2, MaRoN, Warszawa 2012, s. 205. ISBN 83-89033-91-7.
- Czerwone dynastie, tom 3, MaRoN, Warszawa 2014, s. 212. ISBN 978-83-89033-02-4.
- Jak ratować Polskę, MaRoN, Warszawa 2014, s. 96. ISBN 83-89033-07-0.
- Węgierska droga do zwycięstwa, tom 1: Jak okradziono Węgry, MaRoN, Warszawa 2015, s. 200. ISBN 83-89033-12-7.
- Węgierska droga do zwycięstwa, tom 2: Rewolucyjne reformy V. Orbána, MaRoN, Warszawa 2015, s. 221. ISBN 978-83-89033-17-8.
- Przemilczane zbrodnie: Żydzi i Polacy na Kresach w latach 1939–1941, MaRoN, Warszawa 2016, Wydanie II, s. 256. ISBN 83-87689-15-7.
- Wichry życia, tom 1, MaRoN, Warszawa 2016, s. 256. ISBN 83-89033-17-8.
- Andrzej Duda: biografia prawdziwa, 3dom, Częstochowa 2018, s. 250. ISBN 978-83-66036-13-0.

## Odznaczenia
- Krzyż Kawalerski Orderu Odrodzenia Polski (w latach 80.)[15]
- Srebrny Krzyż Zasługi (w latach 80.)[15]
- Złoty Stopień Orderu Pracy Węgierskiej Republiki Ludowej[15]
- Honorowy Obywatel Jedwabnego (2006)[43]